# 4265 Kani
A 4265 Kani (ideiglenes jelöléssel 1989 TX) a Naprendszer kisbolygóövében található aszteroida. Mizuno Josikane és Furuta Tosimasza fedezte fel 1989. október 8-án.